# 宜州 (陝西省)
宜州（ぎしゅう）は、中国にかつて存在した州。
451年（正平元年）、北魏により設置された北雍州を前身とする。554年（廃帝3年）、西魏により宜州と改称された。605年（大業元年）、隋により廃止され、その管轄区域は雍州に移管された。

## 下部行政区画
- 通川郡
  - 泥陽県
  - 土門県
- 宜君郡
  - 宜君県
  - 同官県
- 雲陽郡
  - 雲陽県